# Angelo Zottoli

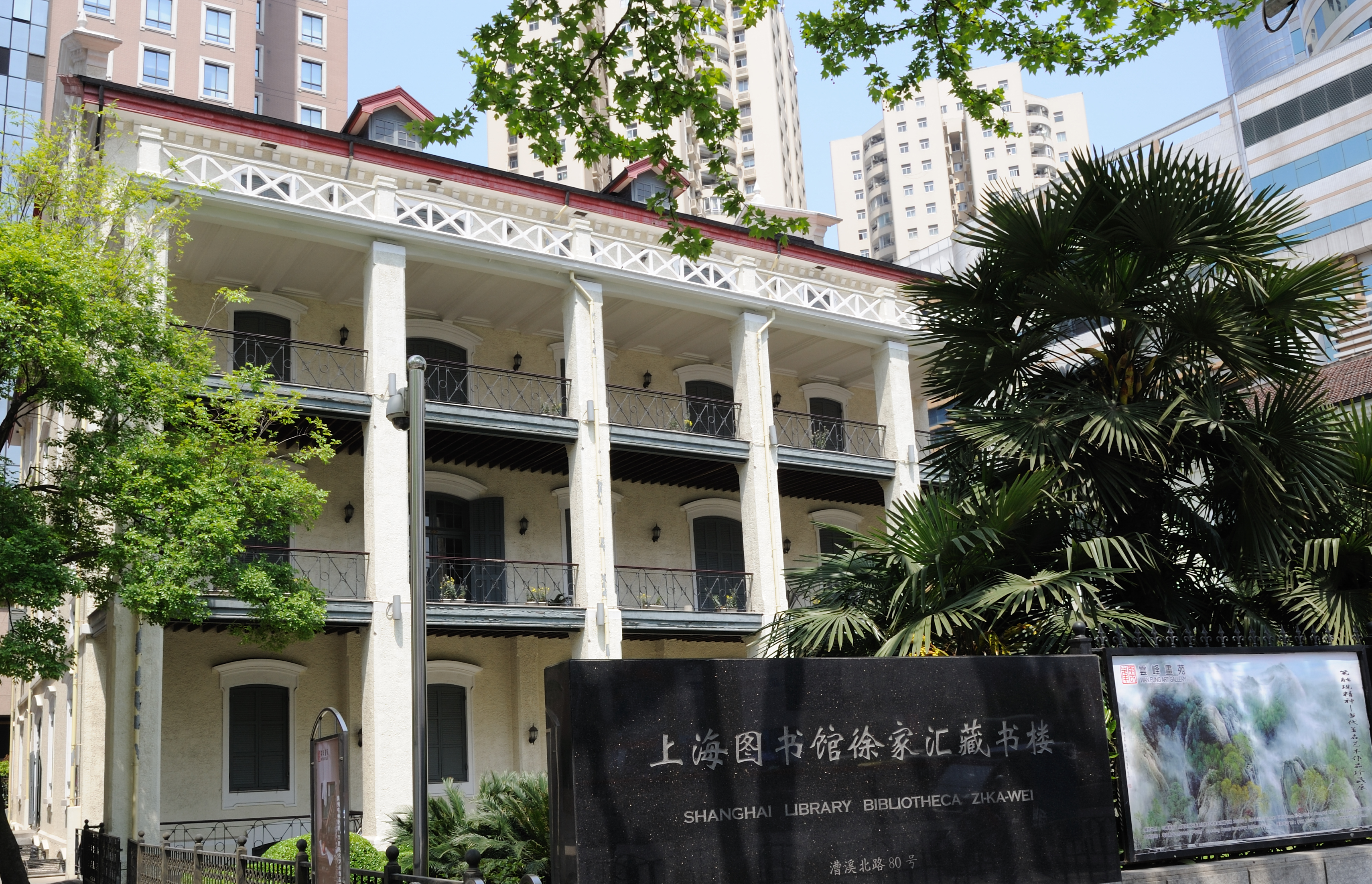
Vue de la bibliothèque de Zi-Ka-Wei

Angelo Zottoli (nom chinois : Chao Deli 晁德蒞, né le 21 juin 1826 à Acerno et mort le 9 novembre 1902 à Zi-Ka-Wei (Shanghai) est un jésuite italien qui fut missionnaire en Chine, sinologue, et latiniste.

## Biographie
Angelo Zottoli naît au sein d'une famille d'origine salernitaine, provenant d'Acerno. Il entre chez les jésuites en 1843 et il est envoyé ensuite en Chine qui vient de s'ouvrir aux étrangers. C'est l'un des premiers Européens à passer les épreuves des examens impériaux. Il demeure à la mission ouverte en 1847 à Zi-Ka-Wei par des jésuites français. Il passe donc presque toute sa vie à Shanghai qui se transforme d'année en année. Trente ans après sa mort, il y a 425 églises catholiques à Shanghai. Angelo Zottoli devient professeur en 1853 au collège Saint-Ignace qui a été fondé quelques années plus tôt par la compagnie de Jésus et accueille les garçons de familles de lettrés. Joseph Ma Xiangbo (1840-1939), à l'origine avec les pères jésuites français de la fondation de l'université l'Aurore, y étudia.
Le P. Zottoli traduit en latin et en chinois nombre d'ouvrages et fonde avec le P. Henri Havret la bibliothèque de Zi-Ka-Wei pour les chercheurs, dont le bâtiment est aujourd'hui monument protégé et qui est une source de documents incontournable pour les sinologues.

## Œuvres
Parmi ses œuvres, le P. Zottoli est l'auteur en latin d'un monumental Cursus litteræ sinicæ neo-missionariis accomodatus (1879-1892), en cinq volumes destiné à l'enseignement en chinois des missionnaires sur des textes chinois, traduit en partie en français par le P. Charles de Bussy, sj.
Il traduisit aussi les classiques de la littérature chinoise, dont les œuvres de Confucius et composa entre autres un dictionnaire latin-chinois manuscrit.
Le P. Zottoli est aussi l'auteur de nombreux ouvrages de théologie en langue chinoise.

## Source
- (it) Cet article est partiellement ou en totalité issu de l’article de Wikipédia en italien intitulé « Angelo Zottoli » (voir la liste des auteurs).